# Expedición Libertadora del Perú
La Expedición Libertadora del Perú fue una fuerza militar naval y terrestre creada en 1820 por el gobierno de Chile con el objetivo de desarrollar el plan del libertador rioplatense José de San Martín para lograr la independencia del Perú y de esta manera consolidar la independencia del resto de países de América del sur. En 1824, esta fuerza se sublevó y se unió al bando español en la Fortaleza del Real Felipe, que defendió hasta la conclusión de la guerra en 1826, cuando el Callao capituló.
El general José de San Martín dirigió sus esfuerzos en preparar la independencia del Perú tras consolidar la independencia de Chile en la decisiva Batalla de Maipú. Para avanzar en este objetivo, el 5 de febrero de 1819 se firmó un tratado entre la recién establecida República de Chile y las Provincias Unidas del Río de la Plata. Sin embargo, debido a la amenaza de invasión por la "Grande Expedición" española y las tensiones internas en el Río de la Plata, la fuerza militar terminó siendo organizada principalmente por el gobierno de Chile, con la condición de que los costos fueran reembolsados por el futuro gobierno independiente del Perú.
El nuevo director supremo de Chile, Bernardo O’Higgins, designó a José de San Martín como jefe del ejército y al marino escocés Thomas Cochrane como comandante de la flota naval. Así se formó el «Ejército Libertador del Perú», oficialmente denominado por decreto supremo del Congreso de Chile el 19 de mayo de 1820. Esta fuerza combinada, conocida como el Ejército Unido Libertador de Chile, integraba unidades del Ejército de Chile junto con las del Ejército de los Andes.
En 1819, la división naval española sufrió un naufragio en el Cabo de Hornos, y en 1820, la rebelión del ejército de Rafael del Riego puso fin a la amenaza de la “Grande Expedición” de España contra el Río de la Plata. El marino Lord Cochrane logró eliminar los últimos vestigios del poder naval español en el océano Pacífico. Estos acontecimientos facilitaron el embarque de las fuerzas terrestres del general San Martín en Valparaíso y su posterior desembarco el 8 de septiembre en la bahía de Paracas. Desde allí, las tropas ocuparon la ciudad de Lima y proclamaron la independencia del Perú.
El ejército expedicionario participó en las expediciones de Arenales a la sierra peruana y en las campañas de los puertos intermedios. Sus miembros integraron los cuadros de las unidades peruanas en formación. Estas unidades permanecieron con el bando patriota hasta el motín del Callao de 1824, momento en el que se pasaron al bando español formando el regimiento de la Lealtad o Real Felipe. Uno de los escuadrones de Granaderos de los Andes sin embargo se mantuvo con los patriotas y se integró en el Ejército Unido Libertador del Perú en el que combatió hasta el final del conflicto.

## Antecedentes

### La independencia de Chile
En 1814 la Capitanía General de Chile fue reconquistada por la Corona española tras la batalla de Rancagua, poniendo término al periodo denominado Patria Vieja, en el cual los patriotas chilenos habían gobernado los destinos de la colonia y concebido notables reformas al régimen colonial español pero sin declarar su independencia. Posterior a dicho suceso, las tropas chilenas, junto a los personeros del gobierno, huyeron a Mendoza, donde fueron recibidas por el gobernador de la provincia de Cuyo general José de San Martín, quien había concebido durante su estadía en la provincia de Córdoba un plan, similar al Plan de Maitland, para la liberación de las colonias sudamericanas del Imperio español. 
Este plan consistiría en invadir Chile con un ejército conformado por los restos del Ejército de Chile, derrotado en Rancagua, y tropas argentinas, para llevar esto a cabo, solicitó se le diera la gobernación de la Provincia de Cuyo. Luego de la invasión y liberación de Chile, por el ejército aliado, este se embarcaría por mar rumbo al Perú para extinguir la presencia española en aquella región, dado que suponía una gran amenaza para la independencia de Chile y del Río de la Plata.

### Los agentes rioplatenses y el colapso militar español

#### Motín y captura de la expedición de la fragataMaría Isabel(1818)
En mayo de 1818, partió de Cádiz, la última expedición española hacia Sudamérica, compuesta por once transportes con 2,000 soldados del regimiento Cantabria, escoltada por la fragata María Isabel, de 50 cañones, recientemente adquirida de Rusia. Agentes del gobierno argentino en España alertaron a Buenos Aires sobre la expedición, y Juan Martín de Pueyrredón logró que la tripulación de la fragata Trinidad se sublevara, uniendo así a la nave y su información a la causa revolucionaria. La Trinidad llegó a Buenos Aires, revelando las señales, rutas y puntos de encuentro de la expedición española. Pueyrredón envió los bergantines Lucy y el Intrépido para informar al gobierno chileno y reforzar su flota.
En octubre de 1818, la escuadra chilena, comandada por Blanco Encalada y con el capitán Guillermo Miller al mando de la infantería de marina, zarpó de Valparaíso para emboscar al convoy español. Encontraron la fragata María Isabel en Talcahuano, donde, usando bandera falsa, la capturaron. Solo un transporte logró escapar hacia el Callao. Con esta operación, Chile obtuvo el dominio del Pacífico y capturó al último regimiento español destinado a Sudamérica. La María Isabel fue renombrada como fragata O'Higgins.
Poco después, llegó a Valparaíso Thomas Cochrane, un renombrado marino y héroe británico, quien aceptó liderar la escuadra chilena. Blanco Encalada y el resto de los capitanes insurgentes se pusieron bajo su mando. A finales de 1818, los patriotas lograron el control del Pacífico, un paso clave para la futura expedición al Perú.

#### Naufragio de la División naval española del mar del Sur (1819)
En 1819, Fernando VII, en un intento de restaurar el poder naval español en el Pacífico, decidió enviar una poderosa división al Perú. El convoy, conocido como la “División del Mar del Sur”, zarpó de Cádiz el 11 de mayo de 1819, compuesto por cuatro buques con 1,400 hombres. Incluía dos potentes navíos de línea: el San Telmo, de 74 cañones, comandado por el capitán de navío Joaquín de Toledo y Parra, y el Alejandro I, también de 74 cañones, bajo el mando de Antonio Tiscar y Pedrosa. Además, acompañaban la fragata Prueba, de 55 cañones, comandada por Manuel del Castillo, y la fragata mercante armada Primorosa Mariana, de 48 cañones, al mando de Melitón Pérez del Camino.
El brigadier Rosendo Porlier y Asteguieta, un experimentado veterano limeño de la batalla de Trafalgar y la guerra de independencia de México, estaba al mando de la expedición. Sin embargo, la condición de los barcos no correspondía a esta larga travesía al Callao. El Alejandro I naufragó cerca de Río de Janeiro pero logró regresar. El San Telmo se perdió en una tormenta en el Cabo de Hornos. La fragata Prueba, gravemente deteriorada, logró escapar al puerto de Guayaquil durante el bloqueo del Callao.
Solo la Primorosa Mariana consiguió llegar al Callao, llevando la noticia de la desaparición de la división naval española.

#### Pronunciamiento de Riego (1820)
Introducido de la división de opiniones que la conducta poco liberal del rey Fernando VII había producido entre sus vasallos, derramé proclamas por toda la península, ofreciendo protección y fraternidad a los constitucionales: sus efectos fueron ventajosos. La insurrección de la fragata de guerra Trinidad, y otros buques españoles que se pasaron al Pabellón de la República. Juan Martín de Pueyrredón Refutación al plenipotenciario de los Estados Unidos en la Corte de España 1829.

La oportunidad para poner en marcha el ambicioso plan de San Martín se consolidó en 1820, gracias a la acción decisiva de los agentes rioplatenses liderados por Juan Martín de Pueyrredón. Una tupida red de espías y sociedades secretas dedicaron sus esfuerzos a provocar la rebelión en Cádiz de la Grande Expedición a Ultramar, una poderosa fuerza destinada a la reconquista española del Río de la Plata. Esta expedición colosal, que contaba con más de 28 buques de guerra, 30 cañoneras, 6,000 marinos, 22,000 soldados y sus correspondientes transportes, se desmoronó antes de zarpar, desbaratándose en sus propios puertos.
Simultáneamente, España experimentó un cambio institucional drástico con la captura del monarca y el establecimiento del Trienio Liberal, que marcó un vuelco significativo en el poder. La desaparición de la amenaza de cruzar la cordillera de los Andes dejó el camino despejado y sin obstáculos para San Martín, quien finalmente pudo dirigir todos sus recursos y energías a la empresa libertadora del Perú, un hito crucial en la independencia de Sudamérica.

## Organización de la Expedición libertadora

### La escuadra libertadora

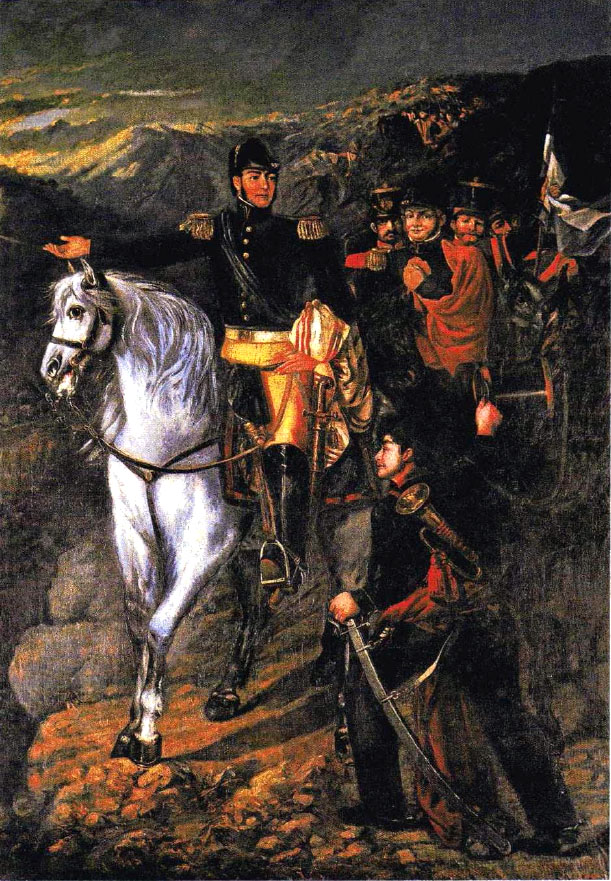
Cruce de Los Andes de San Martín y O'Higgins - Óleo de Martín Boneo (1865) que se conserva en el Museo Histórico Nacional de Argentina, Buenos Aires.

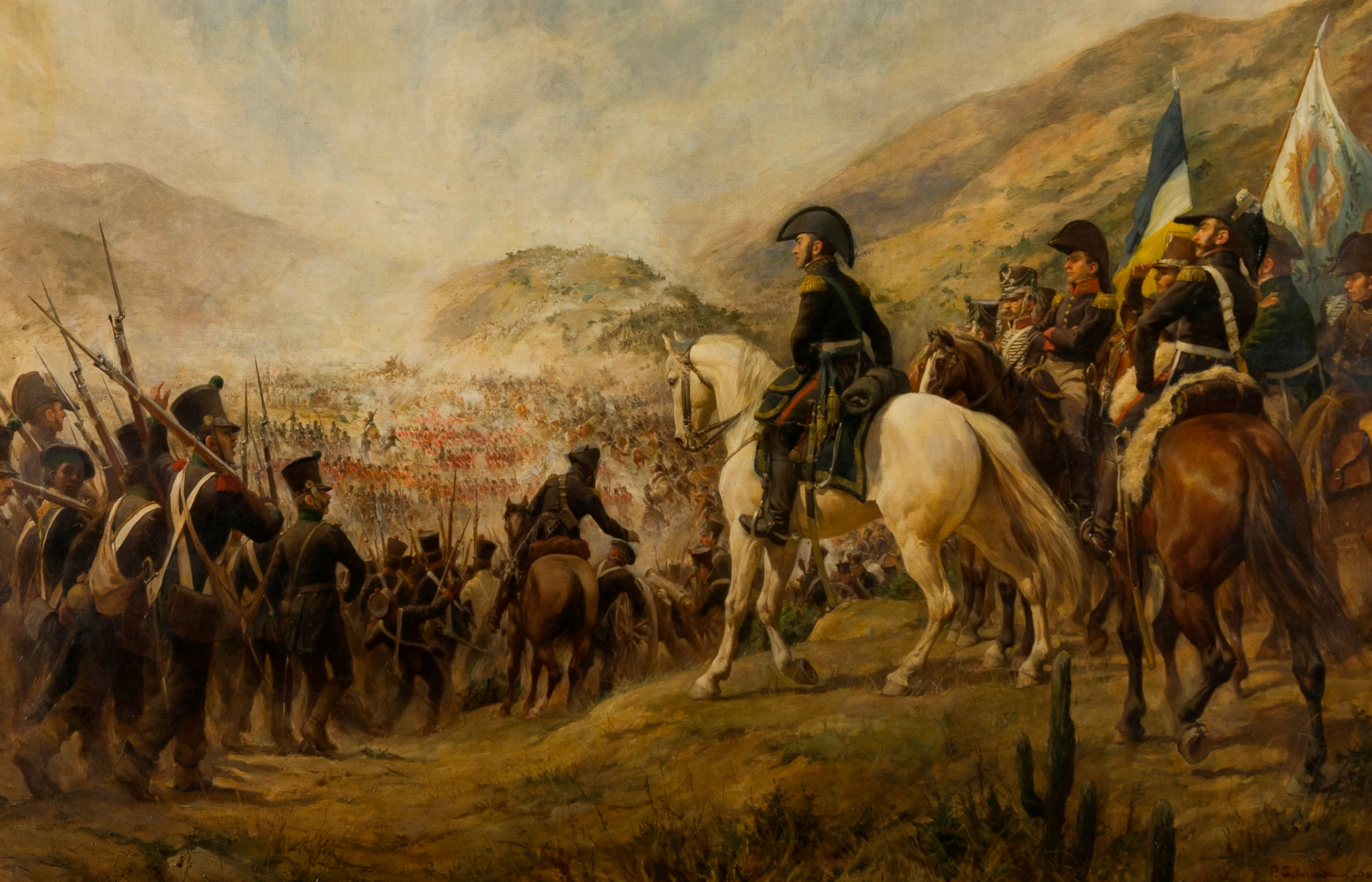
Batalla de Chacabuco, 1817.

La flota que navegaría en el Pacífico y llevaría al ejército libertador al Perú con el pabellón de las tres estrellas se formó por capturas de buques españoles y la compra de naves inglesas y americanas. El primer buque de guerra fue el bergantín español llamado Águila, de 16 cañones, que entró engañado a Valparaíso luego de la batalla de Chacabuco porque los patriotas dejaron las banderas españolas flameando en la fortaleza. Fue capturado y, bautizado con el nombre de Pueyrredón. En su primera misión fue enviado a la isla Juan Fernández a rescatar los patriotas prisioneros de los realistas. Entre ellos estaba Manuel Blanco Encalada, quien sería luego comandante de la flota. Luego se agregó el Windham (1801), de 44 cañones, comprado por José Antonio Álvarez Condarco en Londres. El buque fue renombrado "Lautaro". Con estos dos buques, luego de la victoria de Maipú, rompieron el bloqueo de Valparaíso emprendido alternativamente por las fragatas españolas Esmeralda (1791) y la Venganza (1792).
En abril de 1818, la Lautaro y el Pueyrredón salieron del puerto y bajo la estratagema de bandera falsa consiguieron abordar la Esmeralda. En el combate muere el capitán del buque chileno, O'Brien, el abordaje es rechazado y la nave española pudo dirigirse a Talcahuano y el buque chileno regresó al puerto de Valparaíso tras romper el bloqueo. En julio se compró una corbeta estadounidense que se bautizó como Chacabuco, luego otro bergantín estadounidense que se llamó Araucano. En agosto llegó un navío Cumberland (1802), de 60 cañones, contratado por Condarco en Londres, que se denominó San Martín. El mando de la armada fue confiado a Manuel Blanco Encalada. Los patriotas a fines de 1818 había formado una escuadra superior, más potente y moderna que la vieja flota española del Pacífico.

### El ejército libertador

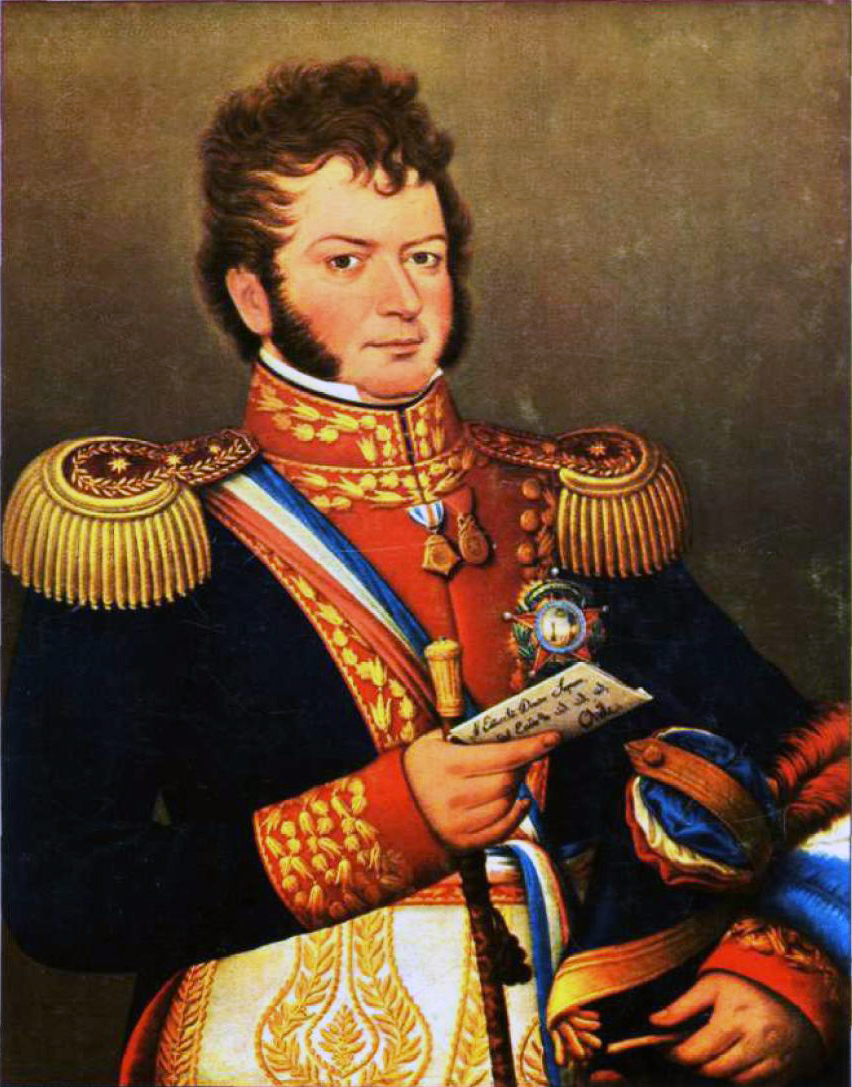
Bernardo O'Higgins.

La victoria de Maipú hizo posible el comienzo de la conformación de la expedición libertadora hacia Perú. En primer lugar se debía crear una escuadra, después organizar y equipar un ejército poderoso y finalmente preparar armamentos para levantar otros en el Perú. A su vez se debían, además, reducir los últimos focos realistas subsistentes en Chile que resistían aún con tenacidad. El director supremo O'Higgins se encargó de la preparación de la escuadra y de la pacificación del territorio de Chile. La escuadra se formó en gran parte con las adquisiciones de Álvarez Condarco y las naves que el almirante Manuel Blanco Encalada capturó en varios cruceros.
Por otro lado el ejército surgía con mayor lentitud pero la constancia y la sagacidad de general San Martín llevó a los gobiernos de Chile y de las Provincias Unidas del Río de la Plata a firmar un acuerdo en febrero de 1819 que decidió en firme su preparación. Entretanto el almirante Cochrane había realizado un crucero por el Pacífico en el que conquistó varias naves y pertrechos, y sobre todo, afirmó su dominio en el mar por el que debía cruzar la expedición.
La guerra civil en las Provincias Unidas complicó la labor bélica de San Martín. El gobierno para sostenerse (como representante de una tendencia), requirió la ayuda de las tropas del ejército de los Andes. Lo exigió primeramente Pueyrredón y posteriormente su reemplazante José Rondeau.
Finalmente el 1 de febrero de 1820 en las Provincias Unidas del Río de la Plata los federales, liderados por el caudillo entrerriano Francisco Ramírez vencieron a los unitarios en la Batalla de Cepeda. El caudillo impuso la disolución del congreso y la renuncia de Rondeau poniendo fin al Directorio. De esta manera no había más una autoridad nacional y cada provincia tenía un gobierno autónomo con sus propias tropas. Esto generó que parte de las obligaciones comprometidas por el gobierno argentino en el tratado ante el Gobierno de Chile respecto de la expedición al Perú, no pudieran ser asumidas. El Ejército de los Andes quedó en una situación autónoma ya que había sido creado por el gobierno de las Provincias Unidas, por lo que San Martín renunció ante sus oficiales, quienes el 2 de abril de 1820 lo ratificaron en el mando.

[...] después a la votación de los señores oficiales, que unánimemente convinieron en lo mismo; quedando, de consiguiente, sentado como base i principio que la autoridad que recibió el señor general para hacer la guerra a los españoles i adelantar la felicidad del pais no ha caducado ni puede caducar, porque su oríjen, que es la salud del pueblo, es inmudable [...]
Acta de Rancagua

Como consiguiente, el Ejército de los Andes participó de la expedición al Perú como una fuerza  autónoma, situación que se mantuvo hasta el establecimiento de un gobierno nacional en el Perú.

### Símbolos

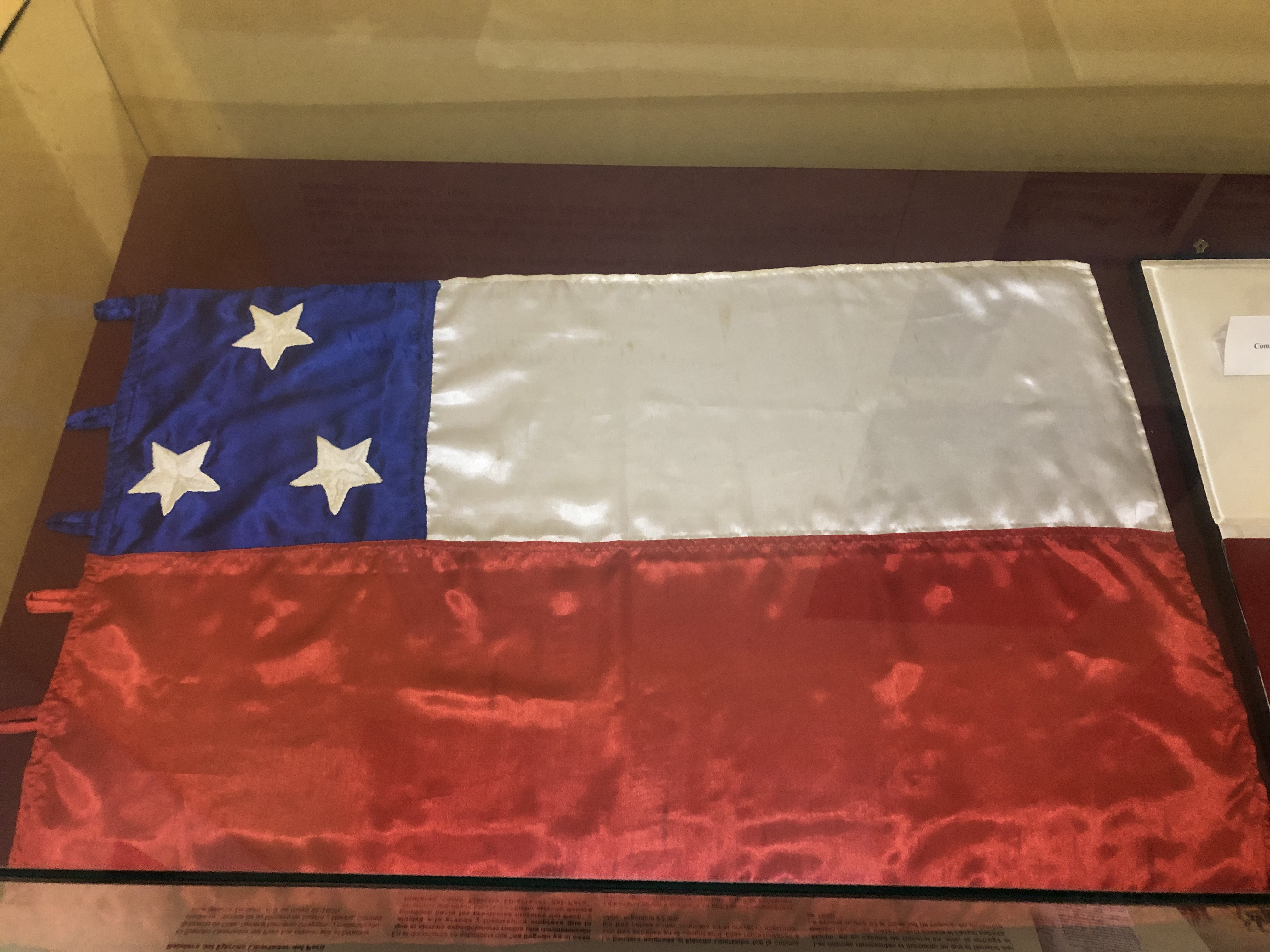
Réplica de la Bandera de la Expedición en la Galería Histórica de la Casa O'Higgins, Lima.

El estandarte de la Expedición Libertadora del Perú que arribó desde Chile tiene el fondo de los colores nacionales de dicho país  pero con las tres estrellas que simbolizan los tres países comprometidos en una alianza por la independencia peruana y cuya representación se conserva en el Museo Nacional de Antropología, Arqueología e Historia del Perú en Lima. Allí se puede observar en una escena la representación pictórica que corresponde al pase del batallón Numancia que compromete su lealtad a la causa independentista siendo renombrado por San Martín como Batallón Voltígeros de la Guardia.

## Composición de la fuerza expedicionaria

### Navíos, buques y tripulación de la escuadra

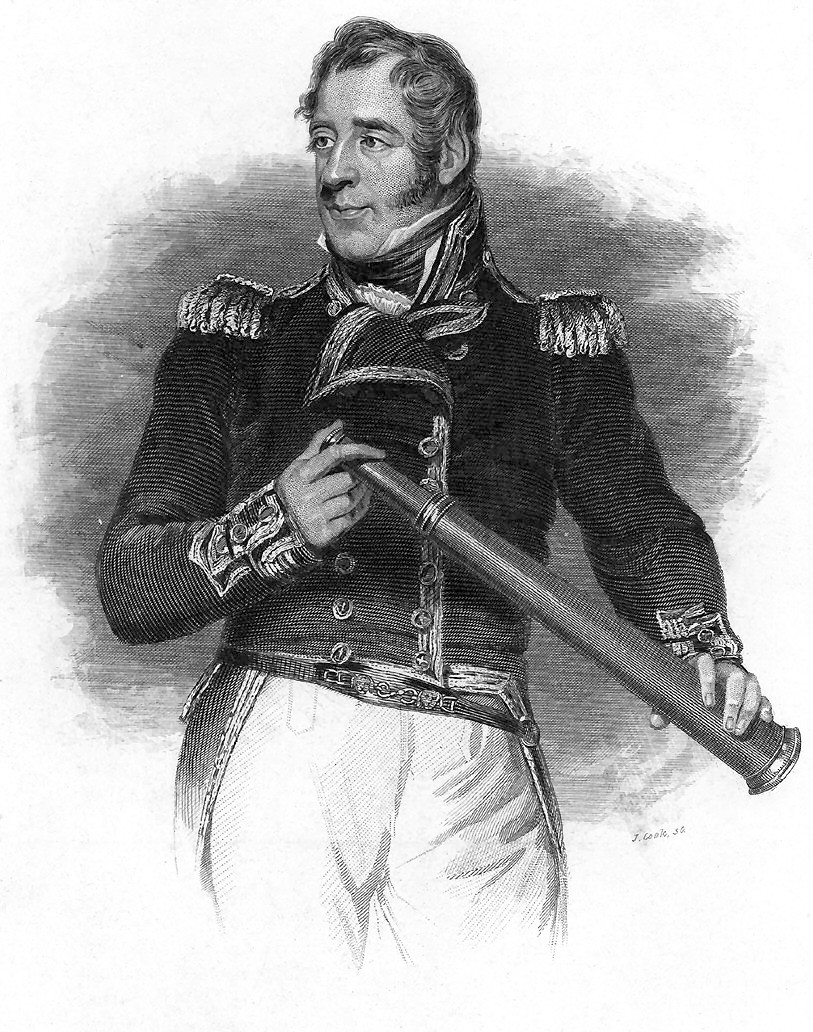
Lord Thomas Cochrane, comandante en jefe de la Escuadra de la Expedición Libertadora

La escuadra estaba compuesta por 25 naves (mayormente chilenas), de las cuales 8 eran buques de guerra y 17 de transporte. Todos izaron en su mástil la bandera de Chile. El mando de la escuadra recayó en el vicealmirante lord Thomas Alexander Cochrane británico al servicio de Chile. 
La tripulación de las naves de guerra constaba de 1624 hombres: 
- 624 extranjeros, en su mayoría británicos.
- 1000 marinos chilenos del puerto de Valparaíso y alrededores.[16]

| Nombre                | Tonelaje (toneladas) | Cañones | Comandante               |
| --------------------- | -------------------- | ------- | ------------------------ |
| Navío San Martín      | 1350                 | 64      | Guillermo Wilkinson      |
| Fragata O'Higgins     | 1220                 | 50      | Thomas Sackville Crosbie |
| Fragata Lautaro       | 850                  | 50      | Martín Jorge Guise       |
| Corbeta Independencia | 830                  | 28      | Robert Forster           |
| Bergantín Galvarino   | 398                  | 18      | Juan Tooker Spry         |
| Bergantín Araucano    | 270                  | 16      | Tomás Carter             |
| Bergantín Pueyrredón  | 220                  | 16      | Comandante Casey         |
| Goleta Moctezuma      | 200                  | 8       | Comandante Casey         |

### Otros buques
Los siguientes son los buques que también formaron parte de la Escuadra de la Expedición Libertadora.
De guerra
- Fragata Valdivia
- Lancha cañonera (Ignacio Barragán).

De transporte
- Fragata Águila
- Fragata Emprendedora
- Fragata Perla (Guillermo Simpson).
- Fragata Santa Rosa (James Blais).
- Bergantín Potrillo (Eduardo Brown).
- Goleta Constanza (P. Dronet).
- Goleta Dolores (Juan Ermon).
- Goleta Gaditana
- Goleta Gerezana
- Goleta Golondrina
- Goleta Mackenna
- Goleta Minerva (P. Delano).
- Goleta Peruana
- Goleta Sacramento (Federico Droz).

### Composición del Ejército
Según el estado del 15 de julio, el ejército constaba de 4642 hombres: aproximadamente 4000 chilenos y 600 argentinos. El 40% de la oficialidad era de nacionalidad argentina. Fue necesario extraer soldados para completar la marinería de la escuadra y unos 170 artilleros para proteger el puerto de Valparaíso. Con esto, el ejército quedó reducido a 4118 soldados y 296 oficiales, distribuyéndolos en dos divisiones una llamada "De Chile" y otra "De Los Andes". Se contaba con 25 piezas de artillería. La composición de la fuerza era de:
- División de los Andes (141 oficiales y 2235 soldados)
- División de Chile (161 oficiales y 1757 soldados)
- Plana Mayor (57 oficiales y 19 soldados)[20]

En cuanto a los batallones, estos fueron los siguientes:
| Cuerpos                                         | Comandantes                           | Oficiales | Clase y soldados | Clase y soldados |
| ----------------------------------------------- | ------------------------------------- | --------- | ---------------- | ---------------- |
| Compañía de Artillería de Chile                 | teniente coronel José Manuel Borgoño  | 27        | 365              | 365              |
| 2 Compañías de Artillería de los Andes          | teniente coronel Pedro José Luna      | 15        | 198              | 198              |
| Batallón N.º 2 de Chile                         | sargento mayor José Santiago Aldunate | 30        | 600              | 600              |
| Batallón N.º 4 de Chile                         | teniente coronel Santiago Sánchez     | 28        | 651              | 651              |
| Batallón N.º 5 de Chile                         | coronel Mariano Larrazábal            | 20        | 324              | 324              |
| Batallón N.º 7 de los Andes                     | coronel Cirilo Correa                 | 22        | 439              | 439              |
| Batallón N.º 8 de los Andes                     | coronel Enrique Martínez              | 18        | 462              | 462              |
| Batallón N.º 11 de los Andes                    | sargento mayor Román Deheza           | 28        | 562              | 562              |
| Regimiento de Granaderos a Caballo de los Andes | coronel Rudecindo Alvarado            | 30        | 391              | 391              |
| Batallón N.º 1 de Cazadores de los Andes        | Mariano Necochea                      | 23        | 236              | 236              |

El General en Jefe del Ejército era el general José de San Martín, quien ostentaba el grado de capitán general del Ejército de Chile. Iba como jefe del estado mayor, el general Juan Gregorio de Las Heras. La intendencia seguía a cargo de Juan Gregorio Lemos, que la desempeñaba desde 1816, y el parque, del sargento mayor Luis Beltrán, el mismo fraile que lo había conducido en 1817, al cruzar la cordillera de los Andes.
Tamaño del ejército expedicionario según diversos autores (la cifra más aceptada proviene de Espejo I):
| Unidades               | Vallejo | Otero   | Paz   | Nellar | Mitre | Dellepiane | Salas | Bulnes | Doc. 711 | Espejo I | Espejo II | Téllez |
| ---------------------- | ------- | ------- | ----- | ------ | ----- | ---------- | ----- | ------ | -------- | -------- | --------- | ------ |
| Ejército de los Andes  | 2.312   | 2.347   | 2.118 | 2.447  | 2.313 | 2.451      | 2.443 | 2.818  | 2.431    | 2.447    | 2.916     | -      |
| Ejército de Chile      | 2.163   | 1.967   | 2.600 | 1.967  | 1.805 | 1.938      | 1.968 | 1.981  | 1.964    | 1.967    | 2.170     | -      |
| Expedición Libertadora | 4.475   | (4.799) | 4.718 | 4.414  | 4.430 | 4.419      | 4.411 | 4.799  | 4.395    | 4.414    | 5.086     | 4.799  |
| Oficiales              | -       | 485     | -     | -      | 312   | -          | 296   | 314    | 277      | 296      | 327       | -      |
| Tropa                  | -       | 4.314   | -     | -      | 4.118 | -          | 4.115 | 4.485  | 4.118    | 4.118    | 4.759     | -      |

## Operaciones

### Zarpe

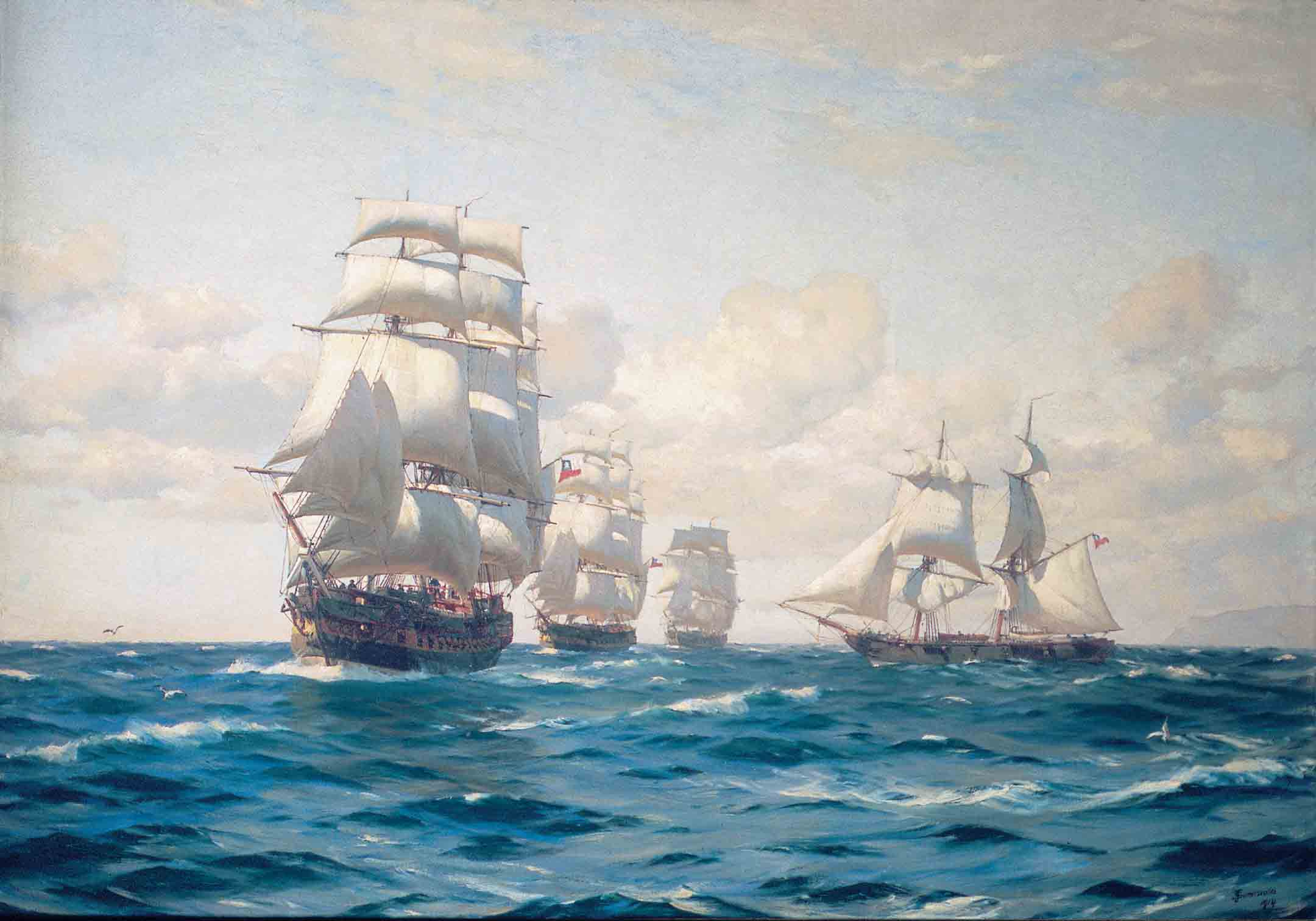
Escuadra Libertadora, por Thomas Somerscales.

El 10 de agosto de 1820, se embarcó la carga y provisiones del ejército que desembarcaría en el Perú. El 13 del mismo mes comenzaron a moverse los cuerpos desde Quillota hacia Valparaíso. En la mañana del 18, empezó el embarque. El "Araucano" y la "Minerva" izaron vela hacia Coquimbo para recoger un batallón de infantería que se había formado allí. Finalmente el 20 de agosto de 1820, día de San Bernardo y del cumpleaños del Director Supremo de la Nación general Bernardo O'Higgins Riquelme, zarpó a la mar una poderosa fuerza naval de 25 navíos con 6.030 almas a bordo, rumbo al Perú. A las 2 de la tarde, la "O'Higgins", enarbolando la insignia del vicealmirante Cochrane y seguida de la "Lautaro" y la "Galvarino", rompió la marcha. La retaguardia la cerraba el navío "San Martín", que llevaba a bordo al generalísimo de la expedición. 

### Desembarco del ejército en Pisco
A la altura de Coquimbo, la fragata "O'Higgins" capturó al bergantín estadounidense "Warrior", que había sido enviado por el virrey Joaquín de la Pezuela para espiar al convoy patriota. Con esto se logró desbaratar el plan de espionaje del virrey y obtener información necesaria para el éxito del desembarco. Posteriormente, una vez en alta mar, el Generalísimo de la Expedición informó al jefe de la escuadra sus intenciones de desembarcar en Trujillo, al norte de Lima. El Lord Almirante, partidario de un ataque frontal sobre Lima, trató de convencer a San Martín de su propósito, pero este finalmente solo accedió a uno de los requerimientos del Lord, desembarcar en la playa peruana de Paracas, cercana a la ciudad de Pisco.
Finalmente, en la mañana del 8 de septiembre de 1820, el Ejército Expedicionario desembarcó en la playa de Paracas, localidad cercana a la ciudad de Pisco. El desembarco demoró horas dado que se debió bajar una cantidad enorme de provisiones y pertrechos. Simultáneamente al desembarco, un pelotón de caballería realista, compuesto por 529 hombres al mando del coronel Manuel Quimper, huyó del lugar. El general San Martín ordena que un batallón de caballería e infantería desembarque y establezca una cabeza de puente en el lugar.
En la tarde, San Martín y sus tropas entran triunfante al pueblo y son aclamados por el pueblo. Inmediatamente se ofrecen voluntarios para el ejército, que portan las proclamas que meses antes había entregado Lord Cochrane clandestinamente por todos los puertos del Perú.
San Martín establece su cuartel general en una casa del centro del pueblo e inmediatamente redacta una proclama para el pueblo peruano.

“San Martín. Cuartel general del Ejército Libertador en Pisco. Septiembre 8 de 1820.

“Compatriotas: […]. El último virrey del Perú hace esfuerzos para prolongar su decrépita autoridad […]. El tiempo de la impostura y del engaño, de la opresión y de la fuerza está ya lejos de nosotros, y sólo existe la historia de las calamidades pasadas. Yo vengo a acabar de poner término a esa época de dolor y humillación. Este es el voto del Ejército Libertador”.
Proclama del Libertador y General en Jefe de la Expedición Libertadora del Perú José de San Martín#GGC11C

.
Los primeros días de octubre de 1820 San Martín decide enviar una sección del Regimiento de Húsares y Dragones, convertidos en Batallón de Cazadores, al mando del entonces teniente coronel Rufino Guido en persecución de las tropas realistas que huían al interior de ICA. Los alcanzaron en inmediaciones de Palpa, el día 7 de octubre,  y allí se desarrolló el Combate que sería, en definitiva, el Bautismo de Fuego del Ejército Unido. La refriega que tuvo algunos pocos heridos, dado que los soldados del Coronel Manuel Quimper huyeron en masa, culminó cuando dos secciones de estos se pasaron a las tropas patriotas. La contienda llegó a su momento crucial el día 12 en la localidad de Changuillo en la misma provincia peruana y en un combate en localidades también triunfaron las armas de la Patria.
Durante la noche del 5 de noviembre de ese mismo año Thomas Cochrane da un golpe mortal a la Armada Real del Pacífico capturando la fragata española Esmeralda. Pero el 19 de julio de 1821, la flota al mando de Thomas Cochrane pierde el más potente buque del Pacífico, el navío San Martín (alias Cumberland) hundido al naufragar frente a las costas de Miraflores, con todo el botín conseguido hasta el momento, apuntando un exceso de carga, según refiere su comandante, William Wilkinson, que salió absuelto de todos los cargos.

## Motín del Callao
En 1824, durante la campaña de Bolívar en el Perú, los regimientos de los Andes sustituyeron a las fuerzas colombianas en la guarnición de las fortalezas del Callao.
El 5 de febrero de 1824 se subleva toda la tropa de la guarnición del castillo del Callao (Real Felipe), entre ellos el regimiento del Río de la Plata y del 11.º regimiento de los Andes, acaudillados por el sargento mayor Dámaso Moyano, entonces se sublevaron en número de 2000 hombres alegando el racionamiento y falta de pago haciendo prisioneros a sus jefes. El 10 de febrero izaron el pabellón español en las fortalezas del Callao pasándose a las fuerzas españolas y poniendo al mando a un coronel del batallón Talavera, José María Casariego, veterano de las campañas en Chile. Finalmente la guarnición del Callao formó un regimiento de infantería español y fue renombrada por los realistas como de La Lealtad o Real Felipe y Moyano nombrado coronel.  El 14 de febrero, dos escuadrones de los granaderos a caballo, algo más de 200 jinetes al mando de Orellano, se unieron al motín desde Cañete. Sin embargo, un escuadrón de granaderos a caballo permaneció con el ejército de Bolívar en la batalla de Ayacucho, unos 80 jinetes, y a su conclusión fueron devueltos, arribando a Buenos Aires el 17 de enero de 1825. Los insurrectos del Callao siguieron combatiendo formando parte de los ejércitos realistas hasta su capitulación en 1826.